# Liste der Mitglieder der National Academy of Sciences/1930
Im Jahr 1930 wählte die National Academy of Sciences der Vereinigten Staaten 15 Personen zu ihren Mitgliedern.

## Neugewählte Mitglieder
- Comfort A. Adams (1868–1958)
- James W. Alexander (1888–1971)
- Eugene T. Allen (1864–1964)
- Harry Bateman (1882–1946)
- Isaiah Bowman (1878–1950)
- George P. Clinton (1867–1937)
- William Coblentz (1873–1962)
- Paul Sophus Epstein (1883–1966)
- Vernon Kellogg (1867–1937)
- Frederick Keyes (1885–1976)
- Karl Lashley (1890–1958)
- Berthold Laufer (1874–1934)
- Samuel C. Lind (1879–1965)
- Frank E. Ross (1874–1960)
- Alfred Sturtevant (1891–1970)